# Shaun Wallace
Shaun Wallace (nascido em 20 de novembro de 1961) é um ex-ciclista britânico que correu profissionalmente durante os anos 80 e 90 do século XX. Competiu em duas Olimpíadas  e três Jogos da Commonwealth.  Correu por várias equipes de base estadunidense.